# Пушкин, Лев Александрович
Лев Алекса́ндрович Пу́шкин (17 (28) февраля 1723 — 25 октября (5 ноября) 1790) — дед А. С. Пушкина. Артиллерии полковник. Гвардии капитан, с 23 сентября 1763 подполковник в отставке.

## Биография
Лев Александрович Пушкин родился в семье сержанта Преображенского полка Александра Петровича Пушкина (1686/92—1726) и Евдокии Ивановны Головиной (1703—1725), дочери адмирала Ивана Михайловича Головина. В двухлетнем возрасте Лев и его сестра Мария остались сиротами: 17 декабря 1725 года отец в припадке безумия убил беременную мать и через несколько месяцев скончался, когда следствие было ещё не закончено. Ещё в детстве он был записан в Семёновский лейб-гвардии полк. В 1739 году был определён капралом в артиллерию, в которой и прослужил до своего выхода в отставку в сентябре 1763 года, подполковником. Жил в Санкт-Петербурге.
В 1762 году жил в Москве. Во время вступления на престол императрицы Екатерины II, в 1762 году, как писал поэт, «во время мятежа остался верен Петру III и не хотел присягать Екатерине и был посажен в крепость вместе с Измайловым». Об этом Пушкин упоминал неоднократно, в том числе в «Моей родословной»:

Мой дед, когда мятеж поднялся

Средь Петергофского двора,

Как Миних, верен оставался

Паденью Третьего Петра.

Попали в честь тогда Орловы,

А дед мой — в крепость, в карантин.
Однако архивные данные свидетельствуют, что это, скорее всего, лишь семейная легенда. Фактически в это время Л. А. Пушкин проживал в Москве и в 1762 году участвовал в церемониях по случаю въезда в Москву Екатерины II. Документы 1763—1764 годов также свидетельствуют о том, что он жил в Москве и не был в заключении. В подтверждение своей версии А. С. Пушкин ссылался на сочинения французских историков К. Рюльера и Ж. Кастера, но у них упоминался просто «офицер Пушкин», видимо, не тождественный деду поэта.
Л. А. Пушкин, как вспоминает его сын, действительно находился некоторое время под домашним арестом, но, видимо, не из-за политики, а «за непорядочные побои находящегося у него на службе Венецианина, Харлампия Меркадии» (см. ниже).
В отставке Л. А. Пушкин жил в Москве, в Троицкой слободе в приходе Троицкой церкви, и в своих поместьях. Владелец поместий: Лытогори, Ананьина пустошь, сел Саблино и Лобково Зарайского уезда Рязанского наместничества и др., только дворни в его московском доме было 50 душ. На его средства был построен Успенский храм в селе Большое Болдино. Во время освящения храма 5 марта 2011 года архиепископ Георгий заметил, что это «день памяти святителя Льва, епископа Катанского, являющегося тезоименитым святым Льва Александровича Пушкина (…), который и построил Успенскую церковь в селе Большое Болдино».
Умер в Москве 25 октября (5 ноября) 1790 года. Могила его находилась в Сергиевском приделе Малого собора Донского монастыря.

## Личная жизнь и качества
- Первая жена — Мария Матвеевна Воейкова (ок. 1724 — после 1757)[2], дочь д.с.с. Матвея Фёдоровича.

Дети:
1. Николай Львович (1748 — 25 сентября 1821, Москва; похоронен в Симоновском монастыре) — артиллерии полковник. Женат на Анне Васильевне Измайловой (1754—1827), сестре писателя В. В. Измайлова (1773—1830).
2. Пётр Львович (13 января 1751 — 15 мая 1825) — подполковник. Женат на Казинской[5]. Пушкин владел доставшимся от него по наследству имением Кистенево[6].
3. Александр Львович (р. 1757—1790-е гг.)

- Вторая жена (с весны 1763 года) — Ольга Васильевна Чичерина (5 июня 1737 — 24 января 1802[7]), бабушка поэта; дочь полковника Василия Ивановича Чичерина (1700—1743) и Лукии Васильевны Приклонской (1705—1765). Похоронена на кладбище Донского монастыря.

Дети:
1. Василий Львович (27 апреля 1766 — 20 августа 1830, Москва; похоронен в Донском монастыре) — поэт и писатель.
2. Анна Львовна (20 марта 1769 — 14 октября 1824)[8].
3. Сергей Львович (23 мая 1770 — 29 июня 1848) — капитан Л.гв. Измайловского полка; с 1797 года майор в отставке.
4. Елизавета Львовна (13 августа 1776 — 27 сентября 1848); муж (с 4 февраля 1803 года)[9] — Сонцов Матвей Михайлович.

Сам Пушкин писал о Льве Александровиче: «Дед мой был человек пылкий и жестокий» и далее рассказывал:

Первая жена его, урождённая Воейкова, умерла на соломе, заключенная им в домашнюю тюрьму за мнимую или настоящую её связь с французом, бывшим учителем его сыновей и которого он весьма феодально повесил на чёрном дворе.

Эту историю опровергал отец Пушкина, Сергей Львович, и действительно, документы свидетельствуют о другом развитии событий. Венецианец Харлампий Меркади преподавал в России французский, итальянский и греческий языки. Некоторое время он служил в доме Л. А. Пушкина, потом у брата его жены А. М. Воейкова. В 1754 году Пушкин и Воейков избили Меркади и он был отправлен в деревню Воейкова, где некоторое время пробыл в домашней тюрьме. Вырвавшись оттуда, Меркади обратился в суд. В 1756 году дело было разобрано военным судом и было установлено, что основным виновником является Воейков. Скорее всего, семейная жизнь Л. А. Пушкина после этого пошла своим чередом, так как в 1757 году у супругов родился ещё один сын — Александр.
Пушкин писал и о дурном обращении Льва Александровича со второй женой:

Вторая жена его, урождённая Чичерина, довольно от него натерпелась. Однажды он велел ей одеться и ехать с ним куда-то в гости. Бабушка была на сносях и чувствовала себя нездоровой, но не смела отказаться. Дорогой она почувствовала муки. Дед мой велел кучеру остановиться, и она в карете разрешилась чуть ли не моим отцом.

По мнению Ю. И. Левиной, в этом рассказе смешались истории о деде Льве Александровиче и прадеде Пушкина — Александре Петровиче, в припадке безумия убившем свою жену Авдотью: «Отражение близких этому ситуаций имеется в следственном деле: в последние дни перед убийством, в весьма возбужденном состоянии, он много раз отправлялся в гости вместе с беременной женой. В показаниях соседа приводится такая бытовая деталь: „И стал Пушкин говорить жене понести образ до церкви, а она ему, Пушкину, говорит,
чтоб де пеша с собою не брал её, того ради, что она чревата, и за дальностью церкви…“».

## Круг общения
Лучшим другом его был В. С. Грушецкий — сенатор, действительный тайный советник и герольдмейстер (из дворянского рода Грушецких), который часто бывал у Пушкиных в гостях; его отец (Сергей Иванович) был женат на сестре первой жены Льва Александровича — Анне Матвеевне Воейковой. Так же в их доме нередкими гостями были племянники М. М. Воейковой — Жеребцовы и Лачиновы.
Сергей Львович Пушкин, его сын, так писал об этом (в журнале «Сын отечества»):

…Я в самом младенчестве помню брата её, Александра Матвеевича Воейкова, родного зятя её, Сергея Ивановича Грушецкого, племянников её Жеребцовых, Лачиновых. Все они так часто были у отца моего, не пропускали ни одного праздника, чтобы не приехать к нему по тогдашнему обычаю, с поздравлением как к старшему в семействе (…). Я помню, что Владимир Сергеевич Грушецкой, сын Сергея Ивановича, скончавшийся только прошлого года сенатором в С.-Петербурге, всякое воскресенье с девяти часов утра уже был у отца моего в гвардейском унтер-офицерском мундире, которым я любовался. — Владимир Сергеевич напоминал мне пред самой почти кончиной, как часто он меня носил на руках.
— Сергей Пушкин — журналу «Сын отечества», 1840 год.
Василий Львович Пушкин также вспоминал, что в семье царила дружеская и теплая атмосфера.